# توديريشت
توديريشت هي قرية تقع في إقليم ياش في رومانيا وبلغ عدد سكانها 6,919 نسمة عام 2002.